# Kulturåret 1809

## Nya verk
- Uno von Thrazenberg, berättelse av friherre Dolk (1-3, 1809-10) av Fredrik Cederborgh

## Födda
- 19 januari – Edgar Allan Poe (död 1849), amerikansk poet, novellförfattare, redaktör och litteraturkritiker.
- 20 januari – Sebastián Yradier (död 1865), spansk tonsättare.
- 3 februari – Felix Mendelssohn (död 1847), tysk tonsättare och dirigent.
- 6 februari – Charles Emil Hagdahl (död 1897), svensk läkare och kokboksförfattare.
- 19 mars – Fredrik Pacius (död 1891), tysk-finländsk tonsättare och violinist.
- 23 mars – Ludwig Foltz (död 1867), tysk arkitekt och bildhuggare.
- 31 mars
  - Edward Fitzgerald (död 1883), brittisk författare och översättare.
  - Nikolaj Gogol (död 1852), rysk författare.
  - Otto Lindblad (död 1864), svensk violinist, tonsättare och körledare.
- 15 april – Ernst Deger (död 1885), tysk målare.
- 13 juni – Heinrich Hoffmann (död 1894), tysk läkare och författare.
- 29 juni – Pétrus Borel (död 1859), fransk författare.
- 6 augusti – Alfred Tennyson (död 1892), brittisk författare.
- 8 augusti – Ljudevit Gaj (död 1872), kroatisk lingvist, författare, journalist och politiker.
- 21 augusti – Hanna Brooman (död 1887), svensk tonsättare.
- 28 augusti – Giovanni Maria Benzoni (död 1873), italiensk skulptör inom nyklassicismen.
- 29 augusti – Oliver Wendell Holmes, Sr (död 1894), amerikansk författare.
- 4 september
  - Juliusz Słowacki (död 1849), polsk poet.
  - Ludwig Lindenschmit (död 1893), tysk arkeolog, historiemålare och litograf.
- 9 september – Jakob Fürchtegott Dielmann (död 1885), tysk genremålare.
- 30 oktober – Carl Fredrik Ullman (död 1873), svensk tonsättare.
- 3 november – Peter Magnus Hjertstrand (död 1848), svensk kyrkomusiker och tonsättare.
- 16 november – Leopoldine Blahetka, (död 1885), österrikisk pianist.
- 22 november – Abraham Peter Cronholm (död 1879), svensk historiker och skriftställare.
- 28 december – Wilhelm Gnosspelius (död 1887), svensk organist, violinist, tonsättare och dirigent.
- okänt datum – Angelique Magito (död 1895), svensk sångare.
- okänt datum – Achille Pinelli (död 1841), italiensk målare och gravör.

## Avlidna
- 6 februari – Francesco Azzopardi (född 1748), maltesisk tonsättare och musikteoretiker.
- 7 mars – Johann Georg Albrechtsberger (född 1736), österrikisk tonsättare och musiklärare.
- 17 april – Johann Christian Kittel (född 1732), tysk musiker och tonsättare.
- 31 maj – Joseph Haydn (född 1732), österrikisk kompositör.
- 31 december – Franz Ignaz Beck (född 1734), tysk violinist och tonsättare.
- okänt datum – Christopher Dahl (född 1758), svensk teolog och psalmdiktare.
- okänt datum – Nólsoyar Páll (född 1766), färöisk nationaldiktare.
- okänt datum – Gustaf Stenman (född 1754), finländsk psalmförfattare.